# Eerste Slag om de Atlantische Oceaan
De Eerste Slag om de Atlantische Oceaan is een verzamelnaam voor de maritieme conflicten die zijn uitgevochten in de Atlantische Oceaan tijdens de Eerste Wereldoorlog. Het duurde de gehele Eerste Wereldoorlog, van 1914 tot 1918. Belangrijke aspecten waren onder andere de U-bootcampagne, konvooien en blokkades van burgerhavens.
De belangrijkste treffens waren:
- Slag bij Helgoland
- Slag bij de Doggersbank (1915)
- Zeeslag bij Jutland in het Skagerrak
- Tweede Slag bij Helgoland
- Aanval op de haven van Zeebrugge, een mislukte poging van de Duitsers om de blokkade van Wilhelmshaven te doorbreken, vergelijkbaar met de blokkades Zeebrugge en Oostende, waarmee de Britten probeerden om de Duitse onderzeeboten vanuit Brugge te blokkeren.
- Eerste aanval op de haven van Oostende
- Tweede aanval op de haven van Oostende
- Bombardement op Scarborough, Hartlepool en Whitby